# 第24回シカゴ映画批評家協会賞
23rd CFCA Awards

2011年12月19日

作品賞: 

 ツリー・オブ・ライフ 
第24回シカゴ映画批評家協会賞は、シカゴ映画批評家協会が2011年の映画に贈る映画賞である。2011年12月16日に候補が発表され、19日に受賞結果が発表された。

## 受賞とノミネート一覧
太字が受賞。

### 主演男優賞
- マイケル・シャノン - 『テイク・シェルター』
  - ジョージ・クルーニー - 『ファミリー・ツリー』
  - ジャン・デュジャルダン - 『アーティスト』
  - マイケル・ファスベンダー - 『SHAME -シェイム-』
  - ゲイリー・オールドマン - 『裏切りのサーカス』

### 主演女優賞
- ミシェル・ウィリアムズ - 『マリリン 7日間の恋』
  - キルスティン・ダンスト - 『メランコリア』
  - エリザベス・オルセン - 『マーサ、あるいはマーシー・メイ』
  - アンナ・パキン - 『マーガレット』
  - メリル・ストリープ - 『マーガレット・サッチャー 鉄の女の涙』

### アニメ映画賞
- 『ランゴ』
  - 『タンタンの冒険/ユニコーン号の秘密』
  - 『アーサー・クリスマスの大冒険』
  - 『長ぐつをはいたネコ』
  - 『くまのプーさん』

### 撮影賞
- 『ツリー・オブ・ライフ』 - エマニュエル・ルベツキ
  - 『ドライヴ』 - ニュートン・トーマス・サイジェル
  - 『ヒューゴの不思議な発明』 - ロバート・リチャードソン
  - 『メランコリア』 - マヌエル・アルベルト・クラロ
  - 『戦火の馬』 - ヤヌス・カミンスキー

### 監督賞
- テレンス・マリック - 『ツリー・オブ・ライフ』
  - ミシェル・アザナヴィシウス - 『アーティスト』
  - アレクサンダー・ペイン - 『ファミリー・ツリー』
  - マーティン・スコセッシ - 『ヒューゴの不思議な発明』
  - ニコラス・ウィンディング・レフン - 『ドライヴ』

### ドキュメンタリー映画賞
- The Interrupters
  - 『世界最古の洞窟壁画3D 忘れられた夢の記憶』
  - Into the Abyss
  - 『Pina/ピナ・バウシュ 踊り続けるいのち』
  - 『プロジェクト・ニム』
  - Tabloid

### 作品賞
- 『ツリー・オブ・ライフ』
  - 『アーティスト』
  - 『ファミリー・ツリー』
  - 『ドライヴ』
  - 『ヒューゴの不思議な発明』

### 外国語映画賞
- 『別離』（ イラン）
  - 『未来を生きる君たちへ』（ デンマーク/ スウェーデン）
  - 『灼熱の魂』（ カナダ）
  - 『私が、生きる肌』 （ スペイン）
  - 『ブンミおじさんの森』（ タイ）

### 作曲賞
- 『アーティスト』 - ルドヴィック・ブールス
  - 『ドライヴ』 - クリフ・マルティネス
  - 『ドラゴン・タトゥーの女』 - トレント・レズナー、アッティカス・ロス
  - 『ハンナ』 - ケミカル・ブラザーズ
  - 『ヒューゴの不思議な発明』 - ハワード・ショア

### 脚色賞
- 『マネーボール』 - スティーヴン・ザイリアン、アーロン・ソーキン
  - 『ドライヴ』 - ホセイン・アミニ
  - 『ファミリー・ツリー』 - アレクサンダー・ペイン、ナット・ファクソン、ジム・ラッシュ
  - 『ヒューゴの不思議な発明』 - ジョン・ローガン
  - 『裏切りのサーカス』 - ブリジット・オコナー、ピーター・ストローハン

### オリジナル脚本賞
- 『アーティスト』 - ミシェル・アザナヴィシウス
  - 『マーサ、あるいはマーシー・メイ』 - ショーン・ダーキン
  - 『ミッドナイト・イン・パリ』 - ウディ・アレン
  - 『別離』 - アスガル・ファルハーディー
  - 『ツリー・オブ・ライフ』 - テレンス・マリック

### 助演男優賞
- アルバート・ブルックス - 『ドライヴ』
  - ニック・ノルティ - Warrior
  - パットン・オズワルト - 『ヤング≒アダルト』
  - ブラッド・ピット - 『ツリー・オブ・ライフ』
  - クリストファー・プラマー - 『人生はビギナーズ』

### 助演女優賞
- ジェシカ・チャステイン - 『ツリー・オブ・ライフ』
  - メリッサ・マッカーシー - 『ブライズメイズ 史上最悪のウェディングプラン』
  - キャリー・マリガン - 『SHAME -シェイム-』
  - オクタヴィア・スペンサー - 『ヘルプ 〜心がつなぐストーリー〜』
  - シェイリーン・ウッドリー - 『ファミリー・ツリー』

### 有望映画作者賞
- ショーン・ダーキン - 『マーサ、あるいはマーシー・メイ』
  - J・C・チャンダー - 『マージン・コール』
  - サイモン・カーティス - 『マリリン 7日間の恋』
  - ドレイク・ドレマス - 『今日、キミに会えたら』
  - テイト・テイラー - 『ヘルプ 〜心がつなぐストーリー〜』

### 有望俳優賞
- エリザベス・オルセン - 『マーサ、あるいはマーシー・メイ』
  - リアナ・リベラト - Trust
  - ブリット・マーリング - 『アナザー プラネット』
  - ハンター・マクラッケン - 『ツリー・オブ・ライフ』
  - シェイリーン・ウッドリー - 『ファミリー・ツリー』